# Szent Hegyek Nemzeti Park

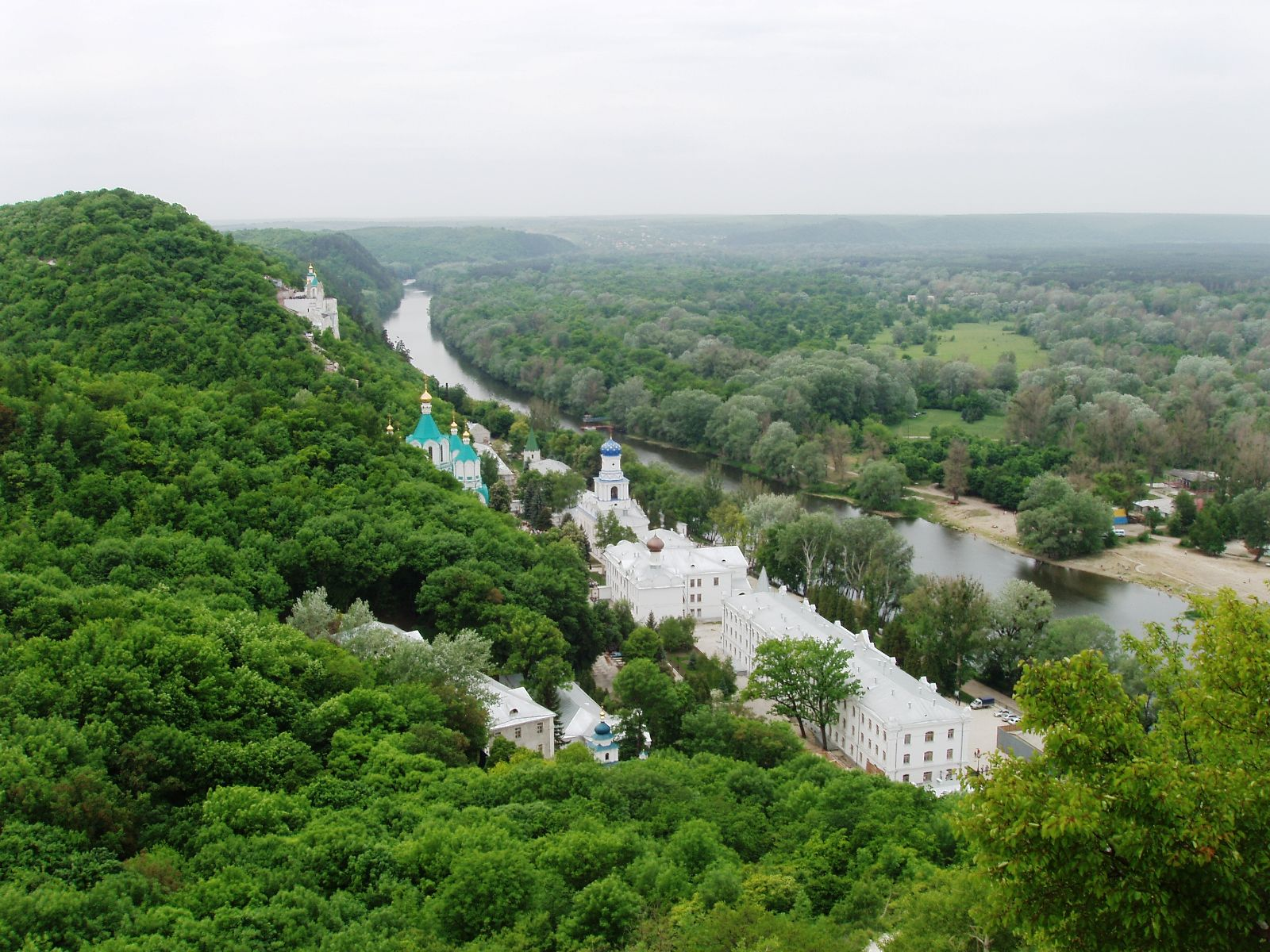
A szvjatohirszki kolostor a Szent Hegyek Nemzeti Park területén

A Szent Hegyek Nemzeti Park (ukránul: Національний природний парк «Святі Гори», magyar átírásban: Nacionalnij prirodnij park Szvjatyi Hori) Ukrajna Donecki területének északi részén található nemzeti park, melyet 1997-ben hoztak létre. A több különálló terület magában foglaló park nagyrészt a Donyec folyó bal partja mentén húzódik végig és három járás, a Szlovjanszki járás, a Krasznij Liman-i járás, valamint az Bahmuti járás területén helyezkedik el, de hozzá tartozik a jobb parton Szvjatohirszk város mellett található Szent Hegyek dombok területe is. A park teljes területe 40 589 hektár.